# Xã Grant, Quận Hardin, Iowa
Xã Grant (tiếng Anh: Grant Township) là một xã thuộc quận Hardin, tiểu bang Iowa, Hoa Kỳ.

## Lịch sử
Xã Grant được thành lập vào năm 1868. Xã được đặt theo tên của Ulysses S. Grant.

## Dân số
Năm 2010, dân số của xã này là 233 người.